# Котати
Котати (англ. Cotati) — город в округе Сонома в штате Калифорния в Соединённых Штатах Америки.
Согласно данным переписи населения США 2020 года число жителей города 
составляло 7584 человека, что, для такого небольшого населённого пункта, существенно больше (+ 4.4%), чем было во время предыдущей переписи проводившейся в 2010 году (7265 человек).

## История
В доколумбову эпоху земли, где ныне стоит современный Ронерт-Парк, был домом для коренных американцев из индейского племени прибрежные мивоки, ветви народа мивоки.

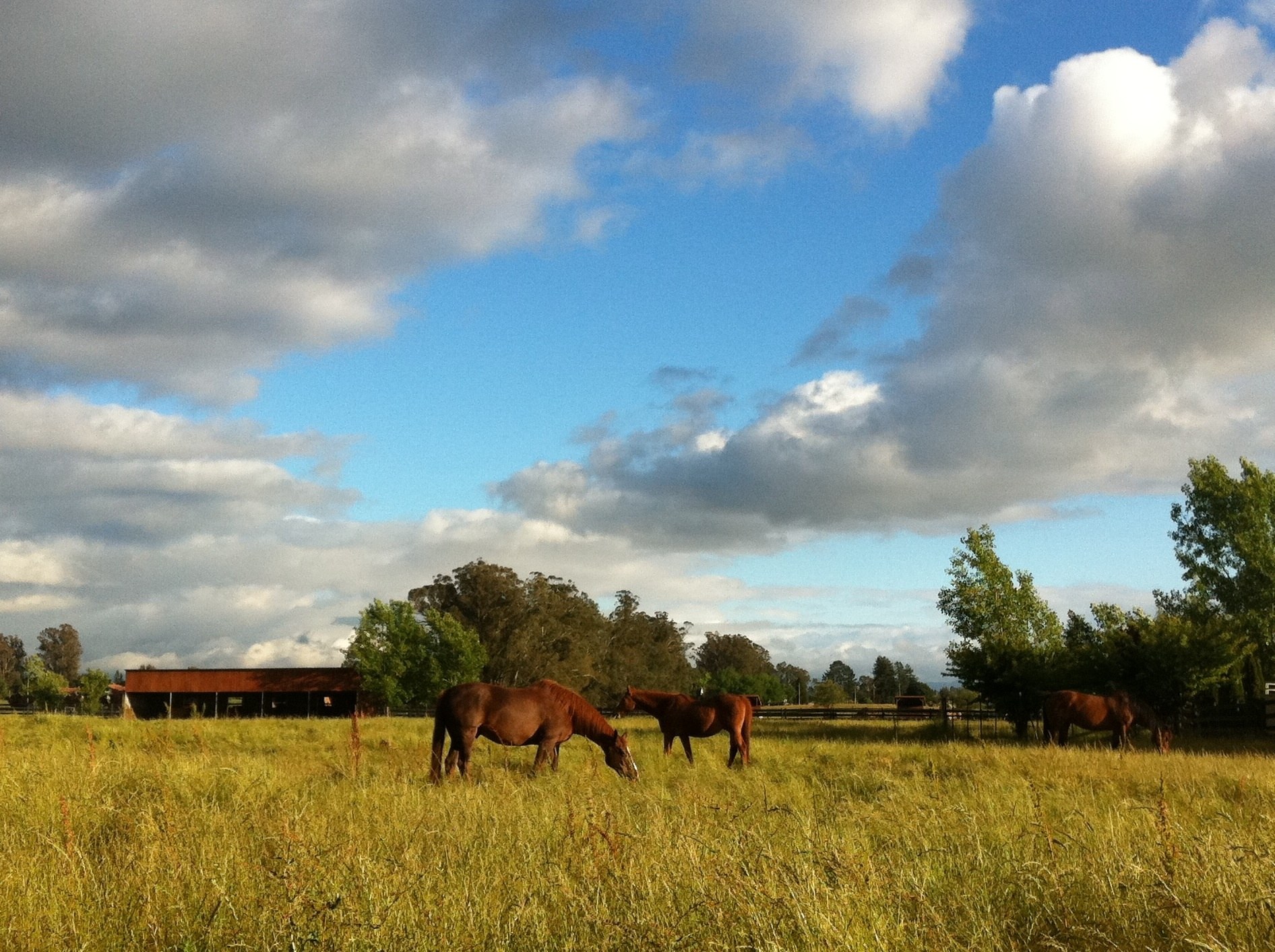
Окрестности Котати

В 1827 году ирландец по имени Джон Томас Рид отправился на территорию индейцев и построил хижину около ручья Крейн-Крик. После того, как мивоки сожгли её, он перебрался на юг в Милл-Валли.
Мексиканское правительство предоставило Ранчо Котате капитану Хуану Кастанеде в июле 1844 года за его военные заслуги в регионе. Грант охватывал современные Пенгров, Котати и Ронерт-Парк. Грант получил своё название от деревни инднйцев, однако возникла легенда, что Ранчо Котате было названо в честь вождя помо по имени Котати, и в 1973 году государство увековечило эту легенду на историческом маркере, установленном на площади города.

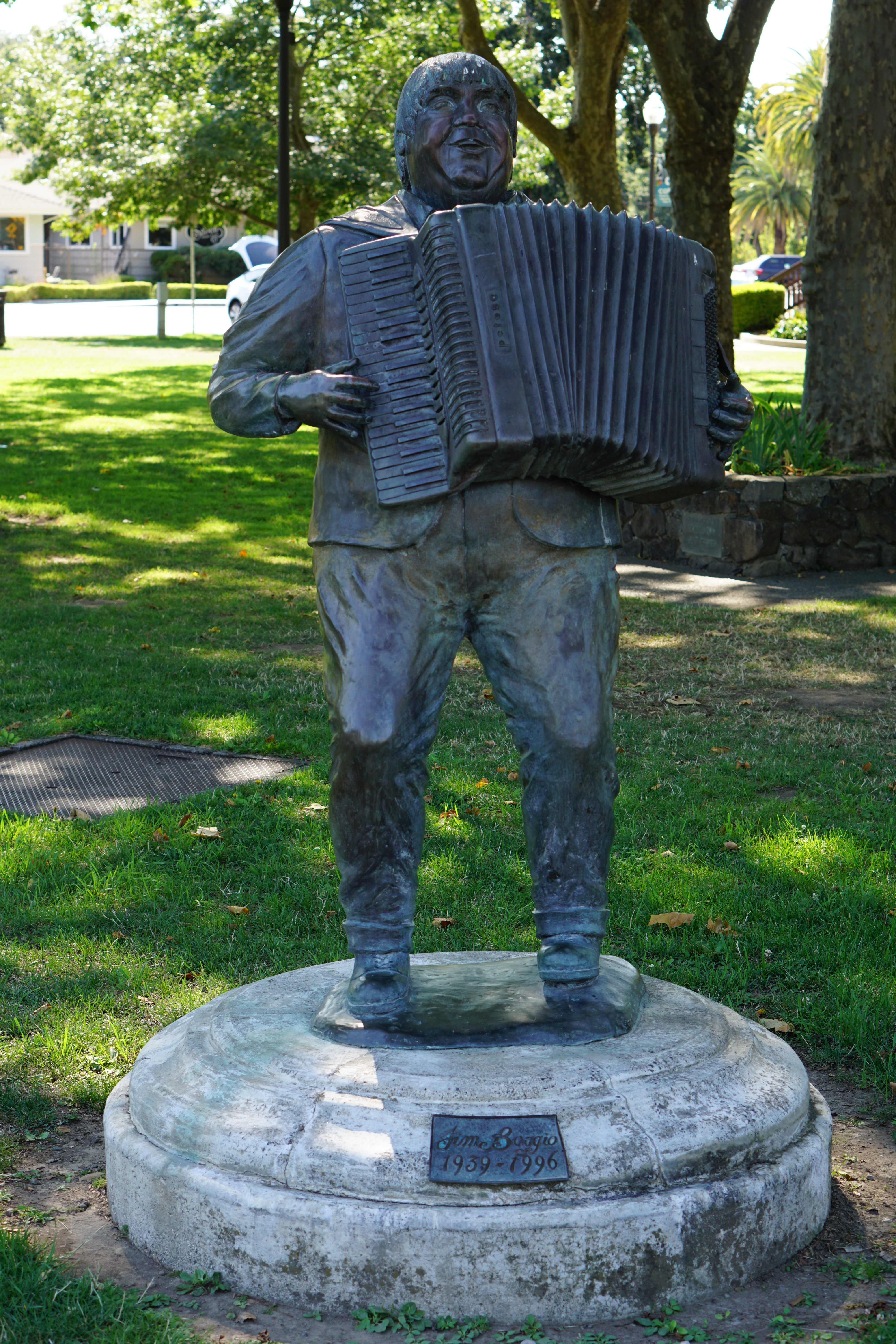
Памятник аккордионисту Джим Боджио

Ранчо Котате состояло из 17 238,6 акров (6 976,2 га). Капитан Кастанеда переехал в Сан-Франциско и так и не застроил Ранчо Котате. Поскольку он не выполнил законные требования гранта, он потерял контроль над ранчо, которое затем несколько раз переходило из рук в руки до и после Американо-мексиканской войны. Наконец грант был запатентован Томасом Стоуксом Пейджем 18 февраля 1858 года; землевладение оставалось во владении семьи Пейдж более восьмидесяти лет. С учётом постоянных сезонных наводнений земля использовалась в основном для выпаса домашнего скота.
Район Котати был затронут землетрясением в Сан-Франциско 1906 года, но в основном пострадали только кирпичные дымоходы домов, которые либо потрескались либо обвалились.
16 июля 1963 года поселение было инкорпорировано и включено в реестр штата Калифорния, благодаря чему некорпоративное сообщество  официально получило статус города.
29 июня 2017 года начала работу железнодорожная станция Котати.

## География
Город находится примерно в 17 милях (27 км) от западного побережья Тихого океана. 
Согласно данным представленным Бюро переписи населения США, общая площадь города составляет 1,89 квадратных мили (4,9 км2) из которых 0,53% приходится на водную поверхность, а всю остальную территорию занимает суша
В болотах близ города нашли последнее убежище несколько исчезающих видов флоры и фауны.

## Климат
Разрыв в прибрежных хребтах около Петалумы часто позволяет прибрежному туману достигать Котати летом, что придаёт ему более морской климат, который заметно прохладнее и менее солнечный, чем «прибрежный» климат близлежащих Санта-Розы и Себастополя. В среднем Котати менее 800 часов за вегетационный период в диапазоне 70–90 °F (21–32 °C).